# Melkus 59
Melkus 59 – samochód wyścigowy projektu i konstrukcji Melkusa z przeznaczeniem do wyścigów serii Formuła Junior.

## Historia
Gdy ograniczono samochodom Formuły 3 pojemność silników do jednego litra, tworząc w ten sposób Formułę Junior, Heinz Melkus rozpoczął produkcję samochodów wyścigowych spełniających nowe regulacje. Pierwszy taki samochód był gotowy w 1959 roku. Był on oparty na ramie rurowej produkcji Melkusa i napędzany trzycylindrowym, jednolitrowym silnikiem Wartburg sprzężonym z czterostopniową skrzynią biegów tego producenta. Osiągał prędkość maksymalną 160 km/h. W 1959 roku wyprodukowano jeden egzemplarz modelu, a rok później – kolejne cztery.
Samochód zadebiutował podczas rundy w Pferdsfeld w 1959 roku, a jego kierowcą był Heinz Melkus, który zajął wówczas czwarte miejsce. Pierwsze zwycięstwo w klasyfikacji Formuły 1 Melkus odniósł tym samochodem 30 sierpnia 1959 roku podczas Sachsenringrennen.
W 1960 roku powołano Mistrzostwa NRD Formuły Junior. Na przestrzeni całego sezonu sześciu kierowców używało Melkusa 59/60. Już w pierwszej rundzie sezonu wszystkie podia zdobyli kierowcy Melkusa. Ostatecznie w klasyfikacji sezonu dwa pierwsze miejsca zajęli kierowcy Melkusa 60: Heinz Melkus oraz Frieder Rädlein.
W sezonie 1961 Heinz Melkus korzystał z nowego Melkusa 61, mimo to jednak kilku kierowców wciąż używało modelu 60. Model nie okazał się jednak konkurencyjny w stosunku do swojego następcy i najlepszą pozycją kierowcy używającego samochodu Melkus 60 w klasyfikacji końcowej było szóste miejsce Hansa-Theo Tegelera. Melkus 60 był za sprawą Istvána Sulyoka wystawiany w mistrzostwach Wschodnioniemieckiej Formuły 3 do 1969 roku.

## Wyniki we Wschodnioniemieckiej Formule Junior
| Legenda oznaczeń w tabelach wyników Wyświetl szablon na nowej stronie | Legenda oznaczeń w tabelach wyników Wyświetl szablon na nowej stronie                                                                     |
| Oznaczenie                                                            | Wyjaśnienie |
| --------------------------------------------------------------------- | --- |
| Złoty                                                                 | Zwycięzca lub mistrzostwo |
| Srebrny                                                               | 2. miejsce lub wicemistrzostwo |
| Brązowy                                                               | 3. miejsce lub II wicemistrzostwo |
| Zielony                                                               | Ukończył, punktował (w klasyfikacji generalnej, gdy zdobył co najmniej jeden punkt na przestrzeni sezonu, poza trzema powyższymi opcjami) |
| Niebieski                                                             | Ukończył, nie punktował (w klasyfikacji generalnej, gdy nie zdobył co najmniej jednego punktu na przestrzeni sezonu)                      |
| Czerwony                                                              | Nie zakwalifikował się (NZ) |
| Czerwony                                                              | Nie prekwalifikował się (NPK) |
| Różowy                                                                | Nie ukończył (NU) |
| Różowy                                                                | Niesklasyfikowany (NS) (w klasyfikacji generalnej, gdy nie został sklasyfikowany w żadnym wyścigu sezonu)                                 |
| Czarny                                                                | Zdyskwalifikowany (DK) |
| Czarny                                                                | Wykluczony (WYK/EX) |
| Biały                                                                 | Nie wystartował (NW) |
| Biały                                                                 | Kontuzjowany (K/INJ) |
| Biały                                                                 | Wyścig odwołany (OD/C) |
| Bez koloru                                                            | Został wycofany (WYC/WD) |
| Bez koloru                                                            | Nie przybył (NP/DNA) |
| Bez koloru                                                            | Nie brał udziału w treningach (NT/DNP) |
| Bez koloru                                                            | Nie został zgłoszony (–) |
| Pogrubienie                                                           | Start z pole position |
| Kursywa                                                               | Najszybsze okrążenie wyścigu |
| †                                                                     | Nie ukończył, ale jego rezultat został zaliczony ze względu na przejechanie więcej niż 90% dystansu wyścigu.                              |
| *                                                                     | Sezon w trakcie |
| 1/2/3                                                                 | Punktowana pozycja w sprincie kwalifikacyjnym                                                                                             |
| Lista systemów punktacji Formuły 1                                    | |

| Sezon | Zespół          | Silnik   | Kierowcy              | Wyniki w poszczególnych eliminacjach | Wyniki w poszczególnych eliminacjach | Wyniki w poszczególnych eliminacjach | Wyniki w poszczególnych eliminacjach | Wyniki w poszczególnych eliminacjach | Wyniki w poszczególnych eliminacjach | Wyniki kierowców | Wyniki kierowców |
| 1960  |                 |          |                       |                                      |                                      |                                      |                                      |                                      |                                      | Pkt.             | Msc.             |
| ----- | --------------- | -------- | --------------------- | ------------------------------------ | ------------------------------------ | ------------------------------------ | ------------------------------------ | ------------------------------------ | ------------------------------------ | ---------------- | ---------------- |
| 1960  | MC Post Dresden | Wartburg | Heinz Melkus          | 1                                    | NU                                   | 2                                    | 1                                    | 4                                    | 3                                    | 22               | 1                |
| 1960  | MC Post Dresden | Wartburg | Frieder Rädlein       | 2                                    | 1                                    | 3                                    | 2                                    | 13                                   | 2                                    | 19               | 2                |
| 1960  | MC Post Dresden | Wartburg | Siegmar Bunk          | -                                    | ?                                    | 5                                    | 3                                    | 6                                    | NU                                   | 8                | 5                |
| 1960  | MC Bautzen      | Wartburg | Gottfried Schneider   | 5                                    | 2                                    | ?                                    | 5                                    | -                                    | 6                                    | 6                | 6                |
| 1960  | MC Halle        | Wartburg | Bodo Rust             | 3                                    | 4                                    | ?                                    | 7                                    | 12                                   | 5                                    | 6                | 7                |
| 1961  |                 |          |                       |                                      |                                      |                                      |                                      |                                      |                                      | Pkt.             | Msc.             |
| 1961  | MC Plauen       | Wartburg | Hans-Theo Tegeler     | 5                                    | NU                                   | 5                                    | 5                                    | 6                                    | 5                                    | 4                | 6                |
| 1961  | MC Bautzen      | Wartburg | Gottfried Schneider   | 6                                    | 5                                    | 6                                    | ?                                    | -                                    | -                                    | 1                | 9                |
| 1961  | MC Bautzen      | Wartburg | Wolfgang Schneider    | 11                                   | 8                                    | 12                                   | ?                                    | -                                    | -                                    | 0                | NS               |
| 1961  | MC Mühlhausen   | Wartburg | Jochen Kister         | 9                                    | NU                                   | ?                                    | ?                                    | NU                                   | -                                    | 0                | NS               |
| 1961  | MC Halle        | Wartburg | Bodo Rust             | NU                                   | 3                                    | 8                                    | ?                                    | -                                    | -                                    | 3                | 7                |
| 1962  |                 |          |                       |                                      |                                      |                                      |                                      |                                      |                                      | Pkt.             | Msc.             |
| 1962  | MC Post Dresden | Wartburg | Karl Funke            | ?                                    | 4                                    | ?                                    | -                                    | -                                    | -                                    | 0                | NS               |
| 1962  | MC Dresden      | Wartburg | Manfred Bretschneider | -                                    | -                                    | -                                    | -                                    | -                                    | ?                                    | 0                | NS               |
| 1963  |                 |          |                       |                                      |                                      |                                      |                                      |                                      |                                      | Pkt.             | Msc.             |
| 1963  | VII. Autójavitó | Wartburg | István Sulyok         | -                                    | -                                    | -                                    | -                                    | 11                                   | -                                    | 0                | NS               |